# Chelonus lissogaster
Chelonus lissogaster är en stekelart som beskrevs av Vladimir Ivanovich Tobias 1972. Chelonus lissogaster ingår i släktet Chelonus och familjen bracksteklar. Inga underarter finns listade i Catalogue of Life.